# Hantavirus
Hantavirus är ett virus i familjen Hantaviridae som ingår i släktet Orthohantavirus, med cirka 95–110 nm stora sfäriska eller ovala lipidhöljeförsedda RNA-virus.
Viruset finns hos gnagare och kan orsaka sjukdom hos människan. Det finns två typer av sjukdomar som viruset kan orsaka- Hemorrhagic Fever with Renal Syndrome (HFRS) och Hantavirus Cardiopulmonary Syndrome (HCPS).
Hantaviruset upptäcktes redan under Koreakriget på 1950-talet då fler än 3000 amerikanska soldater insjuknade i Korean Haemorrhagic Fever, som idag heter Hemorrhagic Fever with Renal Syndrome (HFRS).
År 1976 lyckades man isolera en prototypstam, HTNV, ur en brandmus (Apodemus agrarius). Denna upptäckt uppmanade till vidare forskning över hela världen, vilket också ledde till upptäckten av andra virusvarianter av samma släkte. Men det var först i början på 1980-talet som hantaviruset blev känt, då forskare rapporterade om närvaron av Hantaanviruset i lungorna hos brandmusen, och nu kunde man koppla sjukdomsfallen under Koreakriget till hantaviruset.

## Geografi

### Europa och Asien
I Europa förekommer olika virusvarianter som Dobrava-virus (DOBV) och Dobrava-liknande virus, vilka överförs från Apodemus flavicollis, A. agrarius och A. ponticus, samt Puumalavirus (PUUV), som överförs från skogssorken (Myodes glareolus). Alla dessa arter tillhör den så kallade gamla världens hantavirus (Old World Hantavirus).
I Asien är det Hantaan-virus (HTNV) och Hantaan-liknande virus som sprids från Apodemus agrarius och A. peninsulae. Dessutom förekommer Seoul-virus (SEOV), som sprids av råttor – främst i Asien, men det finns även globalt.
Alla dessa virus kallas för gamla världens hantavirus och orsakar hemorragisk feber med njursyndrom (HFRS).
I Europa finns också en mildare variant av HFRS som kallas sorkfeber (nephropatia epidemica), som oftast uppstår efter infektion med PUUV.

### Nord- och Sydamerika
I Nordamerika förekommer Sin Nombre virus (SNV), som överförs av Peromyscus maniculatus, och i Sydamerika Andes-virus (ANDV), som överförs av Oligoryzomys longicaudatus.
Båda dessa virusvarianter kan orsaka Hantavirus Cardiopulmonary Syndrome (HCPS) och räknas till den nya världens hantavirus (New World Hantavirus).
Alla dessa virus kan vara patogena för människor och i vissa fall dödliga.

## Värddjur
Hantaviruset sprids via olika typer av djur, framför allt gnagare så som råttor, sorkar, mullvadar och skogsmöss, men även fladdermöss och vissa insektsätare (mullvadar och shrews). Dessa djur fungerar som reservoarvärdar, vilket betyder att de bär på viruset utan att själva bli sjuka.
Gnagare är också det naturliga värddjuret för Hantavirus, dvs. att det finns likheter i fylogenin mellan dessa djur och viruset. Varför det har blivit så kan diskuteras utifrån två teorier. Den ena talar för att det skett en samevolution mellan värddjuret och viruset under miljontals år, medan den andra menar att det är en nyare omställning som istället handlar om värdbyte och lokal anpassning.

### Gamla världens hantavirus
Det finns tre huvudsakliga virusvarianter som orsakar Hemorrhagic Fever with Renal Syndrome (HFRS): HTNV, SEOV och PUUV. HTNV sprids via Apodemus mus, SEOV sprids via råttor och PUUV sprids via Myodes voleborne.
Den vanligaste reservoaren är dock skogssorken, som bär PUUV. Den lever i skogsmiljöer såsom tempererade lövskogar och blandskogar med tät vegetation, och förekommer i stora delar av Europa.
DOBV, som också tillhör HTNV-reservoaren, förekommer till stor del i Europa eftersom Apodemus mus och Apodemus flavicollis finns utbrett (förutom i Skandinavien, de brittiska öarna och Atlantnära Västeuropa), vilket leder till ett högt antal HFRS-fall och hög mortalitet.
Ekologin hos gamla världens hantavirus påverkas av ett komplext samspel mellan biotiska och abiotiska faktorer. Man har observerat ett samband mellan HFRS-epidemier och överbefolkning i gnagarreservoaren, särskilt i tempererade områden som Centraleuropa, Balkan och Skandinavien. Populationstillväxten hos gnagare sker främst under mastår – näringsrika år med gott om exempelvis nötter på marken, vilket gynnar gnagarna. Temperaturen spelar också en viktig roll: höga sommartemperaturer kan förutsäga stor population två år senare, medan höga hösttemperaturer kan indikera en ökning ett år i förväg. Dessutom har landskapet en viktig roll för spridningen av hantavirus. Gnagarna lever mest i skogar, men viruset är även kopplat till timmerskogar och fruktträdgårdar.
Med kunskap om gnagarnas ekologi och klimatutvecklingen kan framtida epidemier förutsägas. I Skandinavien kunde PUUV-infektioner redan i förväg meddelas. Klimatförändringar tros ha spelat stor roll vid det stora PUUV-utbrottet vintern 2006–2007.

### Nya världens hantavirus
Det finns flera genotyper som kan leda till HCPS och som förekommer i USA och Kanada. En av dessa är Monongahela virus (MNGV), som sprids av Peromyscus maniculatus. I både Argentina och Brasilien förekommer också flera hantavirusarter. Ett virus som är vanligt i Argentina och Chile är Andesvirus (ANDV). Förekomsten av dessa virus i Sydamerika är kopplad till säsongsvariationer, det tropiska klimatet och den höga biologiska mångfalden i regionen.
HCPS rapporteras ofta i delar av norra och södra Mexiko, men inte i landets inre delar, som till exempel Yucatán. Detta tros bero på att man där har hittat antikroppar mot hantavirus hos människor, vilket kan tyda på ett visst skydd mot infektionen.
Precis som med hantavirus i den gamla världen finns det ett tydligt samband mellan mänsklig påverkan – såsom skogsavverkning – och risken för HCPS. Även ekologiska och biologiska faktorer spelar en viktig roll för att viruset ska kunna bibehållas i gnagarreservoarer. I Nordamerika har man dessutom kunnat koppla HCPS utbrott till klimatförhållanden och vädermönster.

## Smittspridning

### Smitta mellan gnagare
Gnagarna smittar varandra genom aggressivt beteende och utsöndring av urin, avföring och saliv. Infektionen är oftast subklinisk hos gnagare, men de uppvisar höga nivåer av neutraliserande antikroppar.
Infektionen har två faser: En akut fas med hög virusnivå och en kronisk fas med låg virusnivå. Viruset sprids endast horisontellt, inte från mor till avkomma, eftersom ungarna tillfälligt skyddas av moderns antikroppar.

### Smitta hos människa
Människan är egentligen inte ett naturligt värdområde för hantavirus. Smitta sker oftast av misstag genom att man inhalerar virussmittade aerosoler från värddjurens saliv, urin eller avföring, men man kan även smittas via bett från dessa värddjur. Exempelvis kan man smittas när man arbetar inom jordbruk och skogsbruk, där man rör upp dessa aerosoler som då blandas med inandningsluften, eller i lador och sommarstugor där luften står stilla.
PUUV kan till exempel vara smittsamt i upp till två veckor i skogssorkens avföring och överförs mest under vintern i byggnader där gnagare har tillgång. Därför är risken att smittas störst inomhus. Risken för HFRS är särskilt hög i skogar, vid skogsbruk, jordbruk och andra områden där gnagare vistas.

### Smitta hos djur
Andra djur, som exempelvis rödräv, älg, hund och katt, kan också bli smittade, men bara tillfälligt. Det blir som en spillover-effekt, vilket innebär att viruset hoppar över till ett djur som inte är en del av dess vanliga kretslopp. När dessa djur blir smittade så blir det oftast inte sjuka själva, och de sprider heller inte smittan vidare.

## Virusets biologi
Hantavirus är ett virus med negativt enkel-strängat RNA. RNA-strängarna kan delas in i tre delar: S-, M- och L-segment. Dessa segment kodar för nukleoprotein, glykoproteiner (Gn och Gc) samt L-protein, eller vitalt RNA-beroende RNA-polymeras.
Viruset omsluts av ett fettlager, som täcks av så kallade spikes. Dessa spikes byggs upp av glykoproteinerna Gn och Gc, där fyra stycken Gn och fyra stycken Gc formar varje spike. Det är med hjälp av dessa spikes som viruset kan binda in till kroppscellerna.
Viruset infekterar endotelceller, epitelceller samt lymfocyter och dendritiska celler genom att glykoproteinerna (Gn och Gc) binder in till kroppscellernas ytreceptorer. När viruset har bundit till dessa ytreceptorer, tar kroppscellen upp viruset.
Inträdet i kroppscellerna för hantaviruset sker genom endocytos. Endocytos innebär transport av ämnen (exempelvis bakterier eller makromolekyler) in i cellen via vesiklar. Vesiklarna är som blåsor som bildas av cellmembranet, och som transporterar ämnen in till cellen. Inträde för virusvarianten HTNV (Gamla världen) sker genom en klatrintäckt vesikel, medan virusvarianten ANDV (Nya världen) tror man istället tar sig in i cellen genom andra typer av endocytos.
När viruset har tagit sig in i cellen omvandlas vesikeln till en endosom, genom att den ömsar sitt klatrinhölje. Endosomerna har ett lågt pH (mellan 5,0 och 6,5) och fungerar som cellens sorteringsstationer, där de endocyterade ämnena transporteras till rätt plats. Det låga pH-värdet förändrar konformationen av glykoproteinet Gc hos hantaviruset vilket gör att membranen hos både den kroppsegna cellen och viruset smälter samman. Därefter kan virusets genetiska material ta sig in i cytoplasman hos den kroppsegna cellen. Viruset kan alltså lura kroppscellen till att tro att detta är kroppseget material.
För att viruset ska kunna bilda virala proteiner (proteiner som viruset behöver för att kunna utvecklas och infektera kroppen) måste det omvandla sitt negativa enkelsträngade RNA till kroppens mRNA. Detta sker genom transkription och replikation (kopiering av arvsmassa) via en process som kallas för catch snatching. Catch snatching innebär att viruset binder till sig en liten del av kroppscellens eget mRNA, och genom denna process kan viruset då maskera sig som kroppseget RNA. Kroppscellens ribosomer (cellens proteinfabriker) tror då att de producerar kroppseget friskt RNA, och på så sätt börjar massproduktionen av de virala proteinerna hos viruset.
När det nybildade virionet är färdigt transporteras det till kroppscellens cellmembran och frisätts ut ur cellen, troligtvis via exocytos, för att ta sig vidare till nästa cell. På så sätt sprids viruset och infektionen som det orsakar.
Replikationen av viruset sker långsammare jämfört med andra virus och leder till viremi (närvaro av virus i blodet) först efter 10-15 dagar efter infektion. Detta tyder på att viruset försöker att etablera sig snarare än att döda kroppscellerna direkt, som annars brukar vara fallet hos andra virussjukdomar.
Därmed tror forskare att hantaviruset inte orsakar skada genom att döda celler, utan att det är kroppens eget immunförsvar som till stor del står för de skador som uppstår vid infektion av hantavirus.

## Patogenes
Hantavirus orsakar sjukdom, och vissa typer av viruset har stor risk för dödlig utgång.
De två vanligaste typerna av sjukdomar som viruset kan orsaka är HFRS (Hemorrhagic Fever with Renal Syndrome) och HPS (Hantavirus Cardiopulmonary Syndrome), och dessa medför en hög risk för dödlighet, från 12% (HFRS) till 40% (HCPS).
Hantavirusinfektioner uppstår primärt i endotelcellerna i lungorna eller njurarna, även om det virala antigenet närvarar i flera organ. Patogenesen hos både HFRS och HCPS innebär bland annat ökad kärlpermeabilitet (blodkärlen blir mer genomsläppliga för ämnen, och dessa kan då börja läcka) och akut trombocytopeni (låga nivåer av trombocyter, dvs. blodplättar).
Hantavirusets replikation sker i blodkärlens endotelceller men verkar inte orsaka direkt cytopatisk effekt, alltså synliga förändringar på de virusinfekterade cellerna.
Inkubationstiden är för HRFS vanligen 2–4 veckor, men kan vara så kort som några dagar eller så lång som 2 månader. Inkubationstiden för HPS är ofullständigt känd, men bedöms falla inom samma tidsram.

## Taxonomi
Enligt 2018 års taxonomirevision ingår hantavirus i familjen Hantaviridae inom ordningen Bunyavirales. Familjen består i sin tur av fyra släkter varav Orthohantavirus är den största med 35 arter. Antalet arter förväntas öka i och med upptäckten av nya virus och taxonomin kan komma att justeras ytterligare.

## Kända fall
I februari 2025 dog Betsy Arakawa till följd av Hantavirus Cardiopulmonary Syndrome (HCPS).